# Cartaletis nigriventris
Cartaletis nigriventris är en fjärilsart som beskrevs av M.Gaede 1917. Cartaletis nigriventris ingår i släktet Cartaletis och familjen mätare. Inga underarter finns listade i Catalogue of Life.